# Megachile lobicauda
Megachile lobicauda är en biart som beskrevs av Cockerell 1931. Megachile lobicauda ingår i släktet tapetserarbin, och familjen buksamlarbin. Inga underarter finns listade i Catalogue of Life.